# Chadi Riad
Chadi Riad (właśc. Chadi Riad Dnanou; ar. شادي رياض دنانو; ur. 17 czerwca 2003 w Palmie) – marokański piłkarz, występujący na pozycji obrońcy w angielskim klubie Crystal Palace oraz w reprezentacji Maroka. Wychowanek FC Barcelony.
Został powołany na Puchar Narodów Afryki 2023, jednak nie wystąpił w żadnym spotkaniu.

## Statystyki

### Klubowe
Na podstawie:
| Klub                 | Sezonów | Liga               | Liga  | Liga   | Puchar krajowy | Puchar krajowy | Kontynentalne | Kontynentalne | Suma  | Suma   |
| Klub                 | Sezonów | Liga               | Mecze | Bramki | Mecze          | Bramki         | Mecze         | Bramki        | Mecze | Bramki |
| -------------------- | ------- | ------------------ | ----- | ------ | -------------- | -------------- | ------------- | ------------- | ----- | ------ |
| CE Sabadell FC       | 1       | La Liga 2          | 34    | 1      | 1              | 0              | –             | –             | 35    | 1      |
| FC Barcelona Atlètic | 2       | Primera Federación | 37    | 3      | 0              | 0              | –             | –             | 37    | 3      |
| FC Barcelona         | 1       | La Liga            | 1     | 0      | 0              | 0              | –             | –             | 1     | 0      |
| Real Betis           | 1       | La Liga            | 13    | 0      | 2              | 0              | –             | –             | 15    | 0      |
|                      | Łącznie | Łącznie            | 52    | 3      | 3              | 0              | 0             | 0             | 55    | 3      |

### Reprezentacyjne
Na podstawie:
Zawodnik nie rozegrał żadnego meczu w seniorskiej kadrze.

## Sukcesy
Na podstawie:

### Klubowe
Z FC Barceloną:
- Mistrz Hiszpanii 2022/23

### Reprezentacyjne
- Mistrz Afryki U-23 2023